# بنیامین فرجی
بنیامین فرجی (زاده ۳۰ آذر ۱۳۸۸) بازیکن ملی‌پوش تنیس روی میز اهل ایران است. پدر وی، رضا فرجی، نیز بازیکن سابق تنیس روی میز و از مدیران تیم‌های ملی می‌باشد. بنیامین ورزش حرفه‌ای را از ۵ سالگی آغاز و در همان ابتدا توانست ۵ دوره قهرمانی نونهالان ایران را به دست آورد.
وی در مسابقات تنیس روی میز قهرمانی آسیا ۲۰۲۴ در سن ۱۴ سالگی عضوی از تیم ملی ایران بود و توانست در رقابت تیمی با تیم ملی چین، وانگ چوچین دارندهٔ وقت رتبهٔ یک رده‌بندی جهانی را شکست دهد و به عنوان پدیده مسابقات ظاهر شود.
فرجی در مقطعی در رتبه نخست رده‌بندی جهانی در ردهٔ سنی زیر ۱۵ سال نیز قرار داشت.

## افتخارات
- قهرمانی مسابقات جهانی زیر ۱۹ سال (۲): ۲۰۲۴ لبنان، ۲۰۲۵ بوسنی و هرزگوین
- قهرمانی مسابقات جهانی زیر ۱۷ سال (۲): ۲۰۲۴ لبنان، ۲۰۲۴ ترکیه[۱۱]
- قهرمانی مسابقات جهانی زیر ۱۵ سال (۱): ۲۰۲۳ قزاقستان[۱۲]